# ویکتور لبدوف
ویکتور نیکولاویچ لبدف (روسی: Виктор Николаевич Лебедев؛ زادهٔ ۱۰ مارس ۱۹۸۸) یک کشتی‌گیر اهل روسیه است که در وزن اول کشتی آزاد فعالیت کرده است. لبدف قهرمان دو دورهٔ قهرمانی کشتی جهان در سال‌های ۲۰۱۰ و ۲۰۱۱ و برندهٔ مدال طلای بازی‌های اروپایی ۲۰۱۵ است. لبدف در المپیک ۲۰۱۶ ریو نیز حضور داشت اما در مرحله یک‌چهارم نهایی مقابل حسن رحیمی از ایران شکست خورد و از گردونه مسابقات کنار رفت.